# Vicién
Vicién község Spanyolországban, Huesca tartományban. Vicién Almudévar, Huesca és Sangarrén községekkel határos. Lakosainak száma 137 fő (2024).

## Népesség
A település népessége az utóbbi években az alábbiak szerint változott:
| Lakosok száma | 122  | 115  | 116  | 131  | 115  | 122  | 121  | 113  | 128  | 137  |
|               | 2001 | 2004 | 2007 | 2009 | 2012 | 2014 | 2017 | 2019 | 2022 | 2024 |